# محمد سليم (لاعب كرة قدم مواليد 1968)
محمد سليم (مواليد 13 يناير 1968) هو لاعب كرة قدم. يلعب مع منتخب الإمارات العربية المتحدة لكرة القدم. سبق له أن لعب في كأس العالم لكرة القدم مع منتخب بلاده.

## روابط خارجية
- محمد سليم على موقع الاتحاد الدولي (مؤرشف)  (الإنجليزية)
- محمد سليم على موقع قاعدة بيانات كرة القدم.إي يو (الإنجليزية)
- محمد سليم على موقع ناشيونال فوتبول تيمز (الإنجليزية)
- محمد سليم على موقع Soccerway.com (الإنجليزية)
- محمد سليم على موقع عالم كرة القدم.نت (الإنجليزية)